# Square Yves-Klein
Le square Yves-Klein, anciennement jardin Campagne-Première, est un espace vert du 14e arrondissement de Paris, en France.

## Situation et accès
Le jardin est accessible par le boulevard Raspail et la rue Campagne-Première, étant situé à leur intersection.
Il est desservi par les lignes 4 et 6 à la station Raspail.

## Origine du nom
Il rend ainsi hommage à la mémoire du peintre Yves Klein (1928-1962), qui eut son atelier au 9, rue Campagne-Première, et qui demeura au no 24. C'est en 1960 qu'il trouva la formule du fameux bleu outremer, dont il déposa un brevet sous le nom de l'International Klein Blue. Il s'en servit sous de multiples formes et devint rapidement un artiste de renommée mondiale.

## Historique
Le jardin est créé en 2000 à l'emplacement des anciens locaux du lycée technique Raspail, lesquels utilisaient la halle d'exposition du « Néo-Parnasse », qui fut détruite après le déménagement du lycée avenue Maurice-d'Ocagne. Le 6 juin 2011, le jardin Campagne-Première est renommé en « square Yves-Klein ».